# Momerstroff

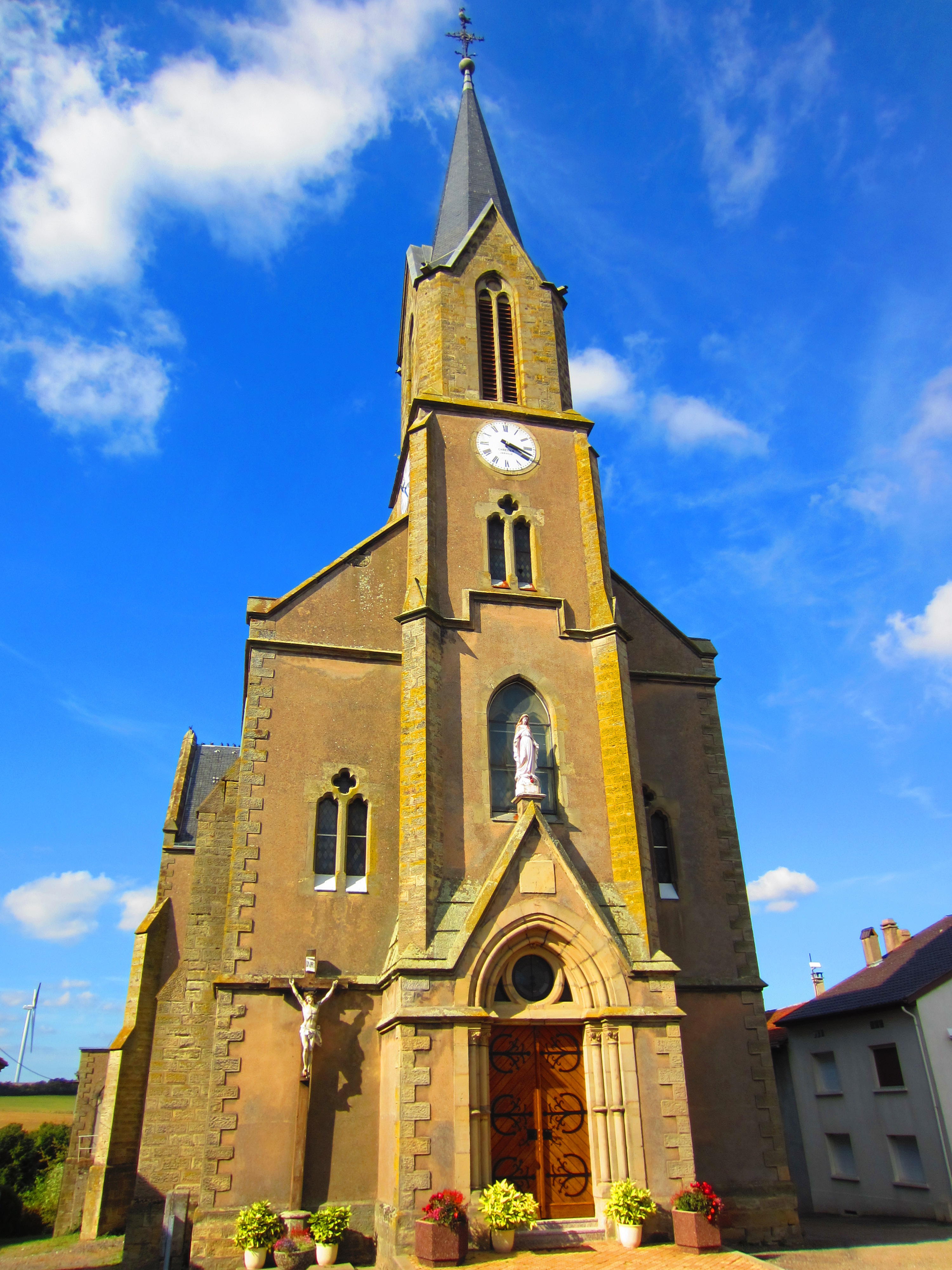
Kirche Mariä Himmelfahrt

Momerstroff (deutsch Momersdorf) ist eine französische Gemeinde mit 297 Einwohnern (Stand 1. Januar 2022) im Département Moselle in der Region Grand Est (bis 2015 Lothringen).

## Geographie
Die Gemeinde liegt in Lothringen, etwa dreißig Kilometer ostnordöstlich von Metz und 3½ Kilometer südöstlich von  Boulay-Moselle (Bolchen), zwischen Creutzwald (Kreuzwald) und Metz.

## Geschichte
Schon zu gallo-römischer Zeit gab es hier Siedlungen.
Der Ort wurde 1300 erstmals als Momerstorff erwähnt; weitere Ortsbezeichnungen waren Mommestorf (1429) und Momersdorf. Der Ort gehörte früher zur Grafschaft Kriechingen im Heiligen Römischen Reich. Nachdem der König Frankreichs anlässlich der französischen Annexion Lothringens 1766 die Lehenshoheit über die Herrschaft Kriechingen an Nassau-Saarbrücken abgetreten hatte, kam der Ort 1793 erneut an Frankreich.
Durch den Frankfurter Frieden vom 10. Mai 1871 kam das Gebiet an das deutsche Reichsland Elsaß-Lothringen, und das Dorf wurde dem Kreis Bolchen im Bezirk Lothringen zugeordnet. Die Dorfbewohner betrieben Getreidebau und Viehzucht.
Nach dem Ersten Weltkrieg musste die Region aufgrund der Bestimmungen des Versailler Vertrags 1919 an Frankreich abgetreten werden. Im Zweiten Weltkrieg war die Region von der deutschen Wehrmacht besetzt und stand bis 1944 unter deutscher Verwaltung.

### Bevölkerungsentwicklung
| Jahr      | 1962 | 1975 | 1990 | 1999 | 2006 | 2009 | 2019 |
| Einwohner | 176  | 184  | 203  | 214  | 272  | 270  | 297  |

## Wappen
Das Gemeindewappen zeigt die ehemaligen Abhängigkeiten der Ortschaft: weltlich und heraldisch rechts das Wappen der Grafen von Kriechingen (roter Balken), links kirchlich das Agnus Dei als Attribut der Stiftskirche St. Sauveur in Metz.

## Sehenswürdigkeiten
- Kirche Mariä Himmelfahrt von 1887

## Wirtschaft
Auf dem Gemeindegebiet befinden sich mehrere Windkraftanlagen.